# Dysaphis allii
Dysaphis allii är en insektsart. Dysaphis allii ingår i släktet Dysaphis och familjen långrörsbladlöss. Inga underarter finns listade i Catalogue of Life.